# Pădurea Cenad
Pădurea Cenad este o arie protejată de interes național ce corespunde categoriei a IV-a IUCN (rezervație naturală de tip forestier, faunistic și floristic) situată în vestul României, pe teritoriul administrativ al județelor Arad și Timiș.

## Localizare
Aria naturală cu o suprafață de 279,20 hectare se află în partea nord-vestică a județului Timiș pe teritoriile administrative ale comunelor Cenad, Sânpetru Mare și Periam și în cea sud-vestică a județului Arad, pe teritoriul administrativ al orașului Pecica.

## Descriere
Rezervația naturală inclusă în Parcul Natural Lunca Mureșului, a fost declarată arie protejată prin Legea Nr.5 din 6 martie 2000 (privind aprobarea Planului de amenajare a teritoriului național - Secțiunea a III-a - zone protejate) și reprezintă o zonă (lunci inundabile, luciu de apă, pajiști și pădurii) în lunca stângă a râului Mureș. Aria protejată include și rezervațiile naturale Insula Mare Cenad și Insula Igriș, adăpostește o mare varietate arboricolă cu elemente predominante de stejar (Quercus robur), frasin  (Fraxinus), salcie (Salix L.) sau plop (Populus);   ierburi și exemplare faunistice specifice zonelor umede. 